# Fengshi, Fujian
Fengshi (kinesiska: 峰市) är en köping i sydöstra Kina. Den ligger i stadsdistriktet Yongding i staden Longyan i provinsen Fujian, omkring 320 kilometer sydväst om provinshuvudstaden Fuzhou. Antalet invånare är 4021. Befolkningen består av 2 011 kvinnor och 2 010 män. Barn under 15 år utgör 18,0 %, vuxna 15-64 år 65 %, och äldre över 65 år 15,0 %.